# Wyszowatka
Wyszowatka (j. łemkowski Вышоватка, do 14 lutego 1968 Wyszowadka) – wieś w Polsce położona w województwie podkarpackim, w powiecie jasielskim, w gminie Krempna.
Wierni Kościoła rzymskokatolickiego należą do parafii św. Maksymiliana Kolbego w Krempnej.
W latach 1975–1998 miejscowość administracyjnie należała do województwa krośnieńskiego.